# Pavlov (Pelhřimovi járás)
Pavlov település Csehországban, a Pelhřimovi járásban. Pavlov Vokov, Putimov, Rynárec és Pelhřimov településekkel határos. Lakosainak száma 125 fő (2024. január 1.).

## Népesség
A település lakosságának változását az alábbi diagram mutatja:
| Lakosok száma | 236  | 261  | 250  | 149  | 141  | 136  | 127  | 131  | 126  | 125  |
|               | 1869 | 1890 | 1921 | 1950 | 1980 | 2001 | 2017 | 2019 | 2022 | 2024 |